# 美能达STF 135mm f/2.8 T4.5
Minolta STF 135mm f/2.8 [T4.5] 是一支由美能达于1998年发布的摄影镜头，可用于Minolta AF系统。
在2006年，美能达结束了相机事业部门，相关业务移交给索尼公司，索尼推出了Sony α系统，继承之前的Minolta AF，该镜头也被替换为索尼厂牌的 Sony STF 135 f/2.8 [T4.5] 。

## 简介
焦外成像，或者说“散景”，在艺术摄影，特别是肖像摄影中，是比较重要的构成部分。在这样的需求下，锐利已经不再是评价镜头的绝对标准，画面整体的柔和展现才是摄影者需要的。
以此作为出发点，美能达在之前焦外设计的基础上，推出了专攻焦外的STF镜头。STF镜头中的STF表示 Smooth Transition Focus ，直译为平滑焦点变化。STF镜头中包含了一片特殊的切趾鏡片(由中央往周邊漸厚減光)，以确保从焦点内到焦外的变化平滑而不会显得突兀，从而也造就了极高的焦外质量。

## 技术实现
美能达是一家少见的，对于焦外成像设计颇为注重的厂家，在 STF 135 镜头之前，美能达对 Minolta AF 85/1.4 GDL 镜头的设计中，即对焦外成像（Bokeh）有较多的考量。
在STF技术具体的实现上，镜头中使用了一块APD变迹滤镜（Apodization Filter）元件，使得光线从中心到边缘均匀衰减，这样的设计可以使得对焦区域以外的光线在“模糊”上有更好的表现，之后的一些类似镜头设计也采用了相同的理论基础。
同时使用特有的双光圈设计，一组是控制进光量的正常光圈，叶片为9片，另外一套是控制STF程度的光圈，叶片10片；达到独立控制景深和虚化效果的目的。

### 评价
- 正面：
  - 成像质量优异，特别是作为特色的焦外成像，去除了常见的二线性干扰而显得完美。

- 负面：
  - 该镜头不能自动对焦，是Minolta AF系统中唯一一支无法自动对焦的原厂镜头，带来了使用上的不便；除了无法马达驱动自动对焦，甚至在手动使用的时候，没有合焦提示
  - 镜头虽然按景深计算的光圈有F/2.8，但是实际通光光圈仅有 T/4.5，在光线稍暗的环境，为手动对焦增加了困难

以上两点在索尼的SLT机型推出后有一定程度缓解，因为可以通过EVF取景增亮，且具有峰值对焦辅助功能，对合焦判断较机身合焦提示更简单。
另外，也有对该镜头的改造，使得在α单反机身上也具有合焦提示功能。

### 对STF(APD)的模仿
- 原厂机身模拟

在美能达于2000年推出的末代胶片机α7上，美能达开发了一项功能，STF模拟。具体而言，是使用不同光圈档位下的包围曝光，让光圈叶片在时间上叠加模拟APD原件。
缺点是需要多张连拍包围，手持拍摄成为了几乎不可能的事情。虽然在索尼的SLT出来之后，连拍速度提升且可以修正数张连拍照片间的微小移动，但是仍然没有看到索尼方面有意向实现这一功能。
- 镜头DIY改造

中国大陆网友“叉叉熊 ”使用油性笔在UV镜上用涂抹的方式模拟APD滤镜，并且出现了不错的效果，之后在大陆摄影讨论区色影无忌上发帖讨论，得到广泛回复。
- 新的尝试

富士公司在2014年，推出了一枚XF 56mm F1.2 R APD镜头，内部同样具备APD变迹元件；然而与美能达的实现方式不同，采用单片元件实现。
来自中国大陆的爱好者“老娃”在2015年，于中国大陆的摄影爱好者论坛展示了试制品，焦距为105mm，开放光圈F2；在2016年，其以厂商“长庚光学”名义发布LAOWA STF 105mm F2.0 (T3.2)镜头，且在同一年春季的CP+展会进行了展示。

### 後繼
索尼公司於2017年2月發表SEL100F28GM，適用於索尼E接環並且在STF鏡頭中實現自動對焦。